# Саола
Саола (лат. Pseudoryx nghetinhensis) — вид парнокопытных семейства полорогих, обитающий во Вьетнаме и Лаосе, открытый учёными лишь в 1992 году. Название Pseudoryx дано по сходству его рогов с рогами сернобыков (Oryx).

## История открытия
Вид был впервые научно описан в 1993 году, в том же году получил научное название. Его открытие было своего рода сенсацией, так как никто не ожидал, что в конце XX века ещё можно будет открыть новый неизвестный вид крупных млекопитающих. Три пары саолы были найдены в заповеднике Ву Куанг на северо-западе Вьетнама. После этого зоологи отправились на поиски других особей и в течение года обнаружили ещё 20. Тем не менее, впервые поймать и сфотографировать живую саолу удалось только в 1996 году в Лаосе. Находки и фотографии этих животных остаются крайне редкими, так как это один из самых малочисленных видов полорогих в мире.

## Описание
Длина тела саолы составляет около 180 см, его высота в плечах около 90 см, а весит он приблизительно 100 кг. Шерсть окрашена в тёмно-коричневый цвет, над каждым копытом есть белое пятно. На морде индивидуальный белый узор. Телосложение напоминает дукера, а голова более походит на голову куду. Рога длинные, тонкие и почти прямые, направлены назад. Их длина может составлять 50 см.

## Распространение
Саола обитает во влажных и почти непроходимых тропических лесах на высоте от 300 до 1800 м над уровнем моря. Она держится вблизи ручьёв, где предпочитает питаться травой Homalomenta aromatica из семейства ароидных. Ареал этого вида охватывает около 8000 км².

## Образ жизни
О поведении саолы из-за крайней скудности его находок почти ничего неизвестно. По-видимому, эти животные передвигаются поодиночке либо парами. В 1996 году была найдена погибшая беременная самка, что позволило сделать вывод, что потомство появляется на свет приблизительно в мае или начале июня. Возраст мёртвого животного был оценен в 8—9 лет, однако предположения об общей продолжительности жизни саолы сделать трудно. Известно, что эти животные активны в дневное время и крайне пугливы.

## Угрозы
До сегодняшнего дня в неволе содержалось тринадцать животных. Каждое из них прожило лишь несколько недель. По этой причине вьетнамское правительство издало запрет на ловлю и содержание в неволе этих животных. МСОП придает виду статус «критически угрожаемых» (Critically Endangered). Оценки численности вида весьма умозрительны и произвольны, однако ясно, что всего их не больше нескольких сот особей.

## Систематика
Родственные связи вида остаются предметом научных споров. На основании изученных особенностей черепа поначалу предполагалось родство с козьими, в частности с серау. У него, как и у саолы, имеется специальная запаховая предглазничная железа. После проведённых в 1999 году анализов ДНК вид отнесли к полорогим, на которых он на первый взгляд не похож. Дальнейшие исследования подтвердили близкое родство с полорогими, однако до сих пор неясно, относится ли этот вид к подсемейству быков, либо он является его сестринским таксоном.